# Opera Narodowa Ukrainy
Opera Narodowa Ukrainy (ukr. Національна опера України імені Тараса Шевченка), dawniej Akademicki Teatr Opery i Baletu USRR – teatr w Kijowie.

## Historia
Stała trupa operowa w Kijowie została utworzona w 1867 roku i szybko stała się, obok teatrów w Moskwie i Petersburgu, jedną z najlepszych w Imperium Rosyjskim. Ta trupa pracowała w gmachu teatru miejskiego do 1896 roku, kiedy budynek został zniszczony w wyniku pożaru.
Współczesny gmach opery kijowskiej zbudowany został w 1898 roku według projektu architekta Wiktora Schrötera. Wystawiono tutaj początkowo następujące opery: „Oprycznik” (1874), „Eugeniusz Oniegin” (1884), „Mazepa” (1886) oraz „Dama pikowa” (1890) Piotra Czajkowskiego, odbywały się także kijowskie premiery oper „Aleko” Siergieja Rachmaninowa (1893) i „Śnieżka” Nikołaja Rimskiego-Korsakowa (1895), „Noc majowa” (1903) i „Nokturn” (1914) Mykoły Łysenki i inne.
Walki o uzyskanie niepodległości przez Ukrainę w latach 1918–1920 spowodowały rozkwit kultury narodowej, także muzyki. W języku ukraińskim wystawiono opery „Trzewiczki” Piotra Czajkowskiego, „Halka” Stanisława Moniuszki, „Faust” Charles’a Gounoda, „Traviata” Giuseppe Verdiego i inne. W latach 20. XX wieku w repertuarze opery zaczęły pojawiać się opery tematycznie związane z historią Ukrainy – „Taras Bulba”, „Noc Bożego Narodzenia” Mykoły Łysenki, „Zaporożec za Dunajem” Semena Hułaka-Artemowskiego, „Karmeliuk” Walentina Kostenki, „Duma Czarnomorska” S. Potockiego, „Złoty diadem” Borysa Latoszynskiego.
Pogrom inteligencji ukraińskiej w latach 30. XX wieku nie ominął również opery: w obozach znaleźli się niemalże wszyscy artyści baletu – uczestnicy Międzynarodowego Festiwalu Tańca Folklorystycznego, którzy w 1935 roku przywieźli z Londynu złoty medal – pierwszą międzynarodową nagrodę dla teatru. W 1939 roku teatr przyjął imię Tarasa Szewczenki.
W okresie okupacji niemieckiej (1941-44) teatr był ewakuowany do Ufy. W latach powojennych wydarzeniami w życiu Opery były wystawienia oper „Borys Godunow” Modesta Musorgskiego, „Kniaź Igor” Aleksandra Borodina (1952), „Wojna i pokój” Siergieja Prokofjewa (1956), „Katarzyna Izmajłowa” Dmitrija Szostakowicza (1975) oraz balety „Lilie” Konstjantina Dankewycza, „Spartakus” Arama Chaczaturiana, „Olga” Jewhena Stankowycza, „Legenda o miłości” Arifa Melikowa.
W kijowskim teatrze operowym pracowali dyrygenci: Stefan Turczak, Konstantin Simieonow, soliści Borys Hmyria, Larysa Rudenko, Jełyzaweta Czawdar, Dmytro Hnatiuk, Jewhenija Myrosznyczenko; na scenie baletowej – Lidia Herasymczuk, Anatolij Biełow, Mykoła Apuchtin, Jewgenija Jerszowa, Olena Potapowa.